# El protector (película de 1985)
El protector (en chino: 威龍猛探) es una película de acción y artes marciales de 1985 de Hong Kong en colaboración con los Estados Unidos, dirigida por James Glickenhaus y protagonizada por Jackie Chan, Danny Aiello, Roy Chiao, Moon Lee y Peter Yang. Fue el segundo intento de Chan de irrumpir en el mercado cinematográfico estadounidense, después de la película de 1980 The Big Brawl, producción que se convirtió en una total decepción de taquilla.

## Sinopsis
Los oficiales de la policía de Nueva York Billy Wong (Jackie Chan) y Michael Alexander (Patrick James Clarke) están patrullando un nuevo vecindario de la ciudad de Nueva York una noche. Después de su patrulla, deciden tomar una copa en un bar para celebrar el décimo año de Wong en los Estados Unidos. Wong va al baño mientras Alexander ordena otra ronda. Afuera, una pandilla planea robar el bar, sin darse cuenta de los policías adentro. Abren la puerta y comenzar a maltratar a los clientes. Wong, todavía en el baño, ha escuchado la conmoción. Le dispara a uno de los mafiosos que irrumpe en el baño, y Michael le dispara a otro de ellos antes de que pueda matar a Billy, pero luego los dos pandilleros restantes le disparan. Wong mata al tercer pandillero y el cuarto de ellos escapa. Alexander le dice a Wong en sus últimas palabras que vengue su muerte. Billy persigue al último miembro de la pandilla. El gánster se apodera de un yate, por lo que Billy captura otro bote y empieza a perseguirlo. El capitán ordena a Billy que permita que la policía del puerto atrape al ladrón, pero Billy se niega y se va. Llama a una unidad aérea que llega a la escena y le tiende una línea. Billy se agarra a la cuerda y deja que su lancha corra hacia el bote del gánster, destruyendo a ambos y matando al gánster.
Después de asistir a un funeral ceremonial celebrado por Michael, Billy es regañado por su capitán (Victor Arnold) por desobedecer una orden directa y por causar una explosión en el puerto. Wong luego es degradado a control de masas. Va a una fiesta de desfile de modas, conducido por Laura Shapiro, la hija de un gánster conocido localmente, Martin Shapiro. En la fiesta, conoce a su nuevo compañero, Danny Garoni (Danny Aiello), que también ha sido degradado debido a las denuncias de brutalidad policial. En medio del desfile de modas, mafiosos enmascarados armados con ametralladoras ingresan y secuestran a Laura Shapiro. Más tarde descubren que el jefe del crimen Harold Ko (Roy Chiao) y Martin Shapiro son sospechosos de contrabandear drogas desde Hong Kong a Nueva York, y que Ko puede haber secuestrado a la hija de Shapiro, Laura (Saun Ellis), y haberla llevado a Hong Kong para pedir rescate. Los hombres obtienen una ventaja: el guardaespaldas de Shapiro, Benny Garrucci (Bill "Superfoot" Wallace), ha realizado varias llamadas a un salón de masajes de Hong Kong.
Wong y Garoni van a ver a Lee Hing (Peter Yang) en su bote y le muestran la moneda de Tin Ho para ganarse su confianza. Sin embargo, Hing es reacio a dar cualquier información, señalando que ya se había retirado. Un hombre llamado Stan Jones (Kim Bass) se sube al barco pidiendo suministros para un viaje. Jones advierte a Wong y Garoni que están siendo seguidos por el gerente de la sala de masajes y sus hombres. Garoni, Jones y Billy se deshacen fácilmente de los otros pandilleros, luego Billy persigue al gerente del salón para obtener más información, y casi lo atrapa pero falla. Después de presenciar esto, Lee Hing acuerda ayudarlos y les dice a los policías que regresen al día siguiente después de obtener información de varios contactos sobre Ko. Wong y Garoni regresan a su hotel. Ko luego los llama, diciéndoles que abandonen Hong Kong de inmediato. Durante la llamada telefónica, son atacados por los hombres de Ko, y los policías logran matarlos, pero no antes de que uno de los mafiosos dispare una granada en un intento de suicidio para matarlos. Ellos son llevados a la estación de policía en Hong Kong, donde son reprendidos por el jefe superintendente de la Policía Real de Hong Kong, Whitehead (Richard Clarke) por el alboroto causado. Whitehead se niega a creer que Ko estaba detrás del ataque más reciente, y le dice a los policías sobre la reputación caritativa de Ko en Hong Kong, informándoles que en una conferencia de prensa Ko anunciará que todas las ganancias de un caballo de carreras serán donados a organizaciones benéficas. Al día siguiente, Garoni y Wong llegan a la conferencia de prensa de Ko (donde Garucci también está presente) y avergüenzan a Ko al mostrar públicamente a la multitud su intento de soborno. Billy, Garoni y Jones van al laboratorio de drogas y lo destruyen, salvando a Laura Shapiro en el proceso. Garoni es baleado por Garrucci, y es tomado como rehén a menos que Billy devuelva a Laura a Ko. Wong decide dejar a Laura Shapiro con el Superintendente Whitehead.
Wong se encuentra con Ko y Garucci en el astillero. Él ve que Garoni todavía está vivo, pero luego se entera de que Whitehead trabajó para Ko todo el tiempo, y ahora está reteniendo a Laura. Como "una última pieza de entretenimiento" para Ko, Garucci se enfrenta a Wong en una pelea uno contra uno, que Wong gana a pesar de los intentos de Ko de engañar y ayudar a Garucci. Entonces Wong despacha a los guardias de Ko y finalmente está a punto de matar a Ko, pero Garrucci persigue a Billy con una motosierra. En la pelea posterior, Garrucci es electrocutado al tratar de cortarle la cabeza a Billy, pero falta y golpea un panel eléctrico en su lugar. Jones y Soo Ling llegan para ayudar a desatar a Garoni y rescatar a Laura. Ko escapa en un helicóptero, y Billy lo sigue, pero un guardia le bloquea el paso. Billy y el guardia luchan contra un levantador de carga, donde Wong prevalece al asesinar al guardia. Garoni sale con la pandilla y mata a un francotirador con un cañón de 20 cartuchos de 6 disparos. Billy recibe un disparo, pero finalmente llega a la cima de una grúa y el helicóptero de Ko se aplasta cuando Billy suelta la grúa en el helicóptero matando a Ko. Con Ko muerto y Laura Shapiro salvada, Billy y Danny reciben una Medalla de Honor del Departamento de Policía de Nueva York.

## Reparto
| Actor                     | Personaje                |
| ------------------------- | ------------------------ |
| Jackie Chan               | Billy Wong               |
| Danny Aiello              | Danny Garoni             |
| Moon Lee                  | Soo Ling                 |
| Roy Chiao                 | Harold Ko                |
| Peter Yang                | Lee Hing                 |
| Sandy Alexander           | el líder de la pandilla  |
| Jesse Cameron-Glickenhaus | Jesse Alexander          |
| Becky Ann Baker           | Samantha Alexander       |
| Kim Bass                  | Stan Jones               |
| Sally Yeh                 | May Fung Ho              |
| Paul L. Smith             | el señor Booar           |
| Bill Wallace              | Benny Garrucci           |
| Victor Arnold             | el capitán de la policía |
| Irene Britto              | Masseuce                 |
| Ron Dandrea               | Martin Shapiro           |
| Saun Ellis                | Laura Shapiro            |
| Hoi Sang Lee              | Wing                     |
| David Ho                  | David                    |
| Joe Wong                  | el sargento Chan         |
| Kam Bo-wong               | Bald Thug                |
| Patrick James Clarke      | Michael                  |
| Big John Studd            | Huge Hood                |

## Producción
Los conflictos entre Glickenhaus y Chan durante la producción dieron lugar a dos versiones oficiales de la película: la versión original de Glickenhaus para el público estadounidense y una versión para Hong Kong reeditada por el propio Jackie Chan. Jackie volvió a editar la película para los mercados de Hong Kong y Asia, filmando una subtrama completa, eliminando el contenido que desaprobaba de la versión original y doblando toda la película, aunque la narración básica es la misma en ambas versiones debido a que la versión de Hong Kong utiliza gran parte de las imágenes de la versión norteamericana.
La relación entre James Glickenhaus y Jackie Chan fue, según varias fuentes, muy polémica en la mayor parte de la producción. Chan estaba horrorizado por la manera en que Glickenhaus dirigió las escenas de lucha, sintiendo que sus métodos eran descuidados y carecían de atención a los detalles. En un momento dado se ofreció a dirigir las escenas de pelea él mismo, pero Glickenhaus se negó. Las cosas se pusieron tan mal que Chan salió del set, pero se vio obligado a regresar y terminar la película por obligación contractual.
De acuerdo al libro autobiográfico I Am Jackie Chan: My Life in Action, Chan se rompió varios huesos de una de sus manos mientras filmaba una escena de riesgo.